# Drochil Castle

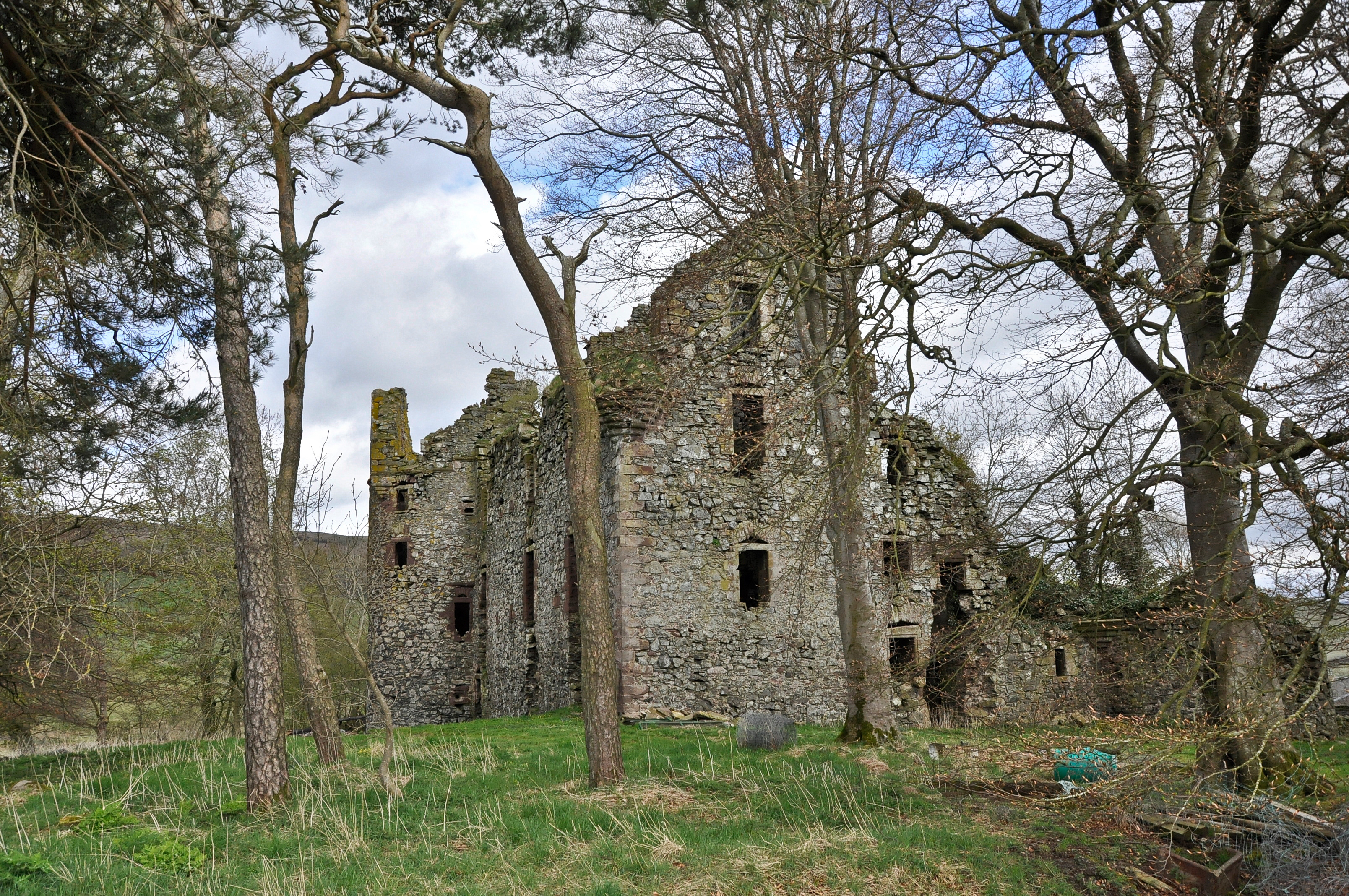
Drochil Castle

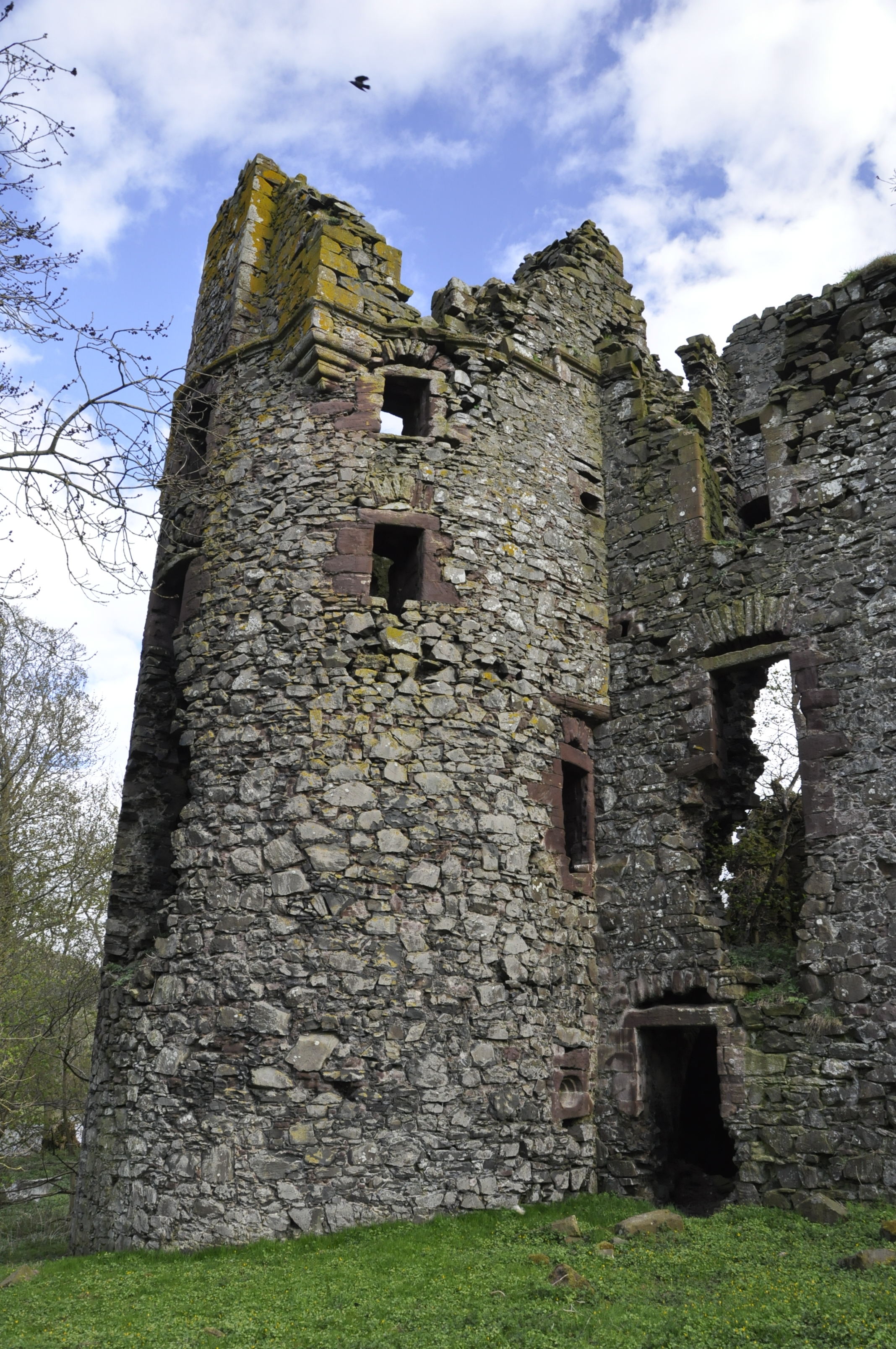
Der Nordostturm

Drochil Castle ist eine Burgruine in der schottischen Council Area Scottish Borders. Es liegt über dem Fluss Lyne Water, etwa zehn Kilometer nordwestlich von Peebles und etwa acht Kilometer südlich von West Linton.

## Geschichte
James Douglas, 4. Earl of Morton, der schottische Regent, ließ mit dem Bau von Drochil Castle 1578 beginnen, drei Jahre vor der Hinrichtung von König Jakob VI. Beim Tod des Königs war die Burg erst halb fertiggestellt und der Bau wurde nie beendet.
1686 kaufte William Douglas, 1. Duke of Queensbury, die Burg und auch heute gehört die Ruine einem seiner Nachfahren, dem Duke of Buccleuch.

## Architektur
Die Burg, die vier Vollgeschosse und ein Dachgeschoss hatte, war eher ein Palast als eine Burg, da Morton sich hierhin von seinen weltlichen Geschäften zurückziehen wollte. Die Burg ist von außergewöhnlichem Interesse, weil sie als – anders als in dieser Zeit üblich – mit breiten Mittelkorridoren auf allen Stockwerken, von einem zum anderen Ende durchgehend, ausgestattet war, auf deren beiden Seiten die Räume angeordnet waren. Die Burg hat Rundtürme, jeweils mit einem Durchmesser von 7,5 Metern, an zwei diagonal gegenüberliegenden Ecken des Gebäudes. Jeder der Türme hat zwei Schießscharten, die Feinde von der Annäherung an die Mauern abhalten sollten. Der Rittersaal im 1. Obergeschoss war 15 Meter × 6,6 Meter groß.
Die Außenmauern bestehen aus hartem, dunklem Bruchstein vom Bromlee Hill. Sie wurden mit rotem Sandstein verkleidet. Anfang des 19. Jahrhunderts entfernte man Bausteine aus der Ruine, um den angrenzenden Bauernhof zu errichten.
Historic Scotland listete die Ruine einst als historisches Bauwerk der Kategorie A. Die Einstufung wurde jedoch 2015 aufgehoben. Weiterhin ist die Ruine als Scheduled Monument klassifiziert.